# Вулиця Бальзака (Львів)
Ву́лиця Бальза́ка — вулиця у Шевченківському районі міста Львова, у місцевості Клепарів. Сполучає вулиці Липинського до Джерельна.
Прилучається вулиця Плетенецького.

## Історія
Первісно вулиця Бальзака була однією з вулиць селища Клепарів. У 1927 році отримала назву Словацького, на честь польського поета Юліуша Словацького, у 1929 році називалася вулицею Мосцицького, на честь польського президента Ігнація Мосцицького. Після приєднання Клепарова до Львова у 1934 році — вулиця Вежбіцького, на честь польського політика і промисловця. Сучасна назва — з 1946 року, на честь французького письменника Оноре де Бальзака.

## Забудова

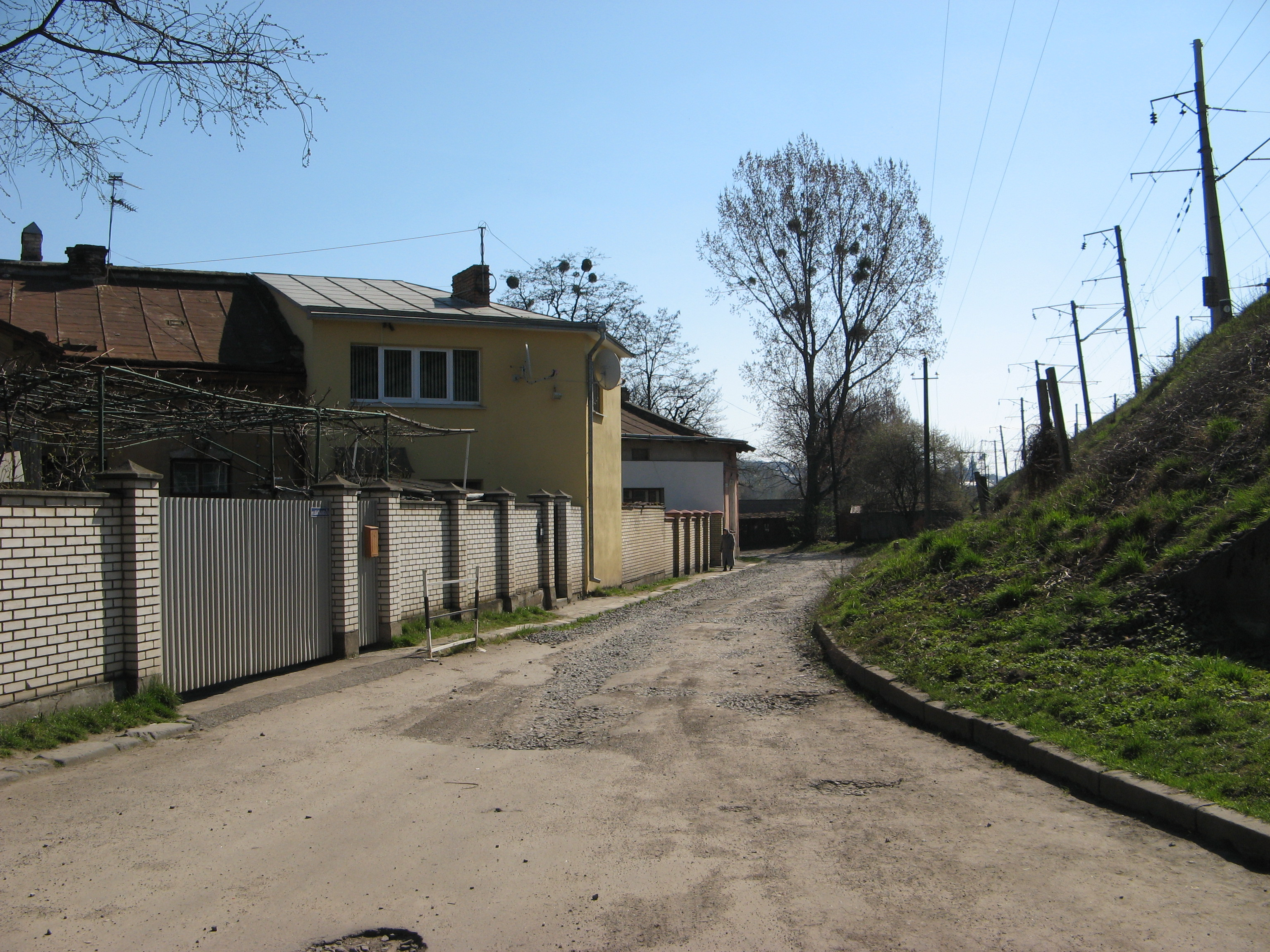
Залізничний насип вздовж вулиці Бальзака

На початку та наприкінці вулиці є дві ділянки довоєнної забудови, в яких переважають одно- та двоповерхові приватні будинки у стилях модерн та конструктивізм, особливо виділяються сецесійні кам'яниці № 5 та № 15. Триповерховий будинок № 7 зведений у стилі конструктивізму на початку 1960-х років. Під № 25 та № 33 — односекційні багатоповерхові житлові будинки, здані в експлуатацію у 2010—2013 роках.
З парного боку вулиці розташований житловий комплекс «Бельгійське містечко», хоча належить він до вул. Джерельної.